# Bowditch (cráter)

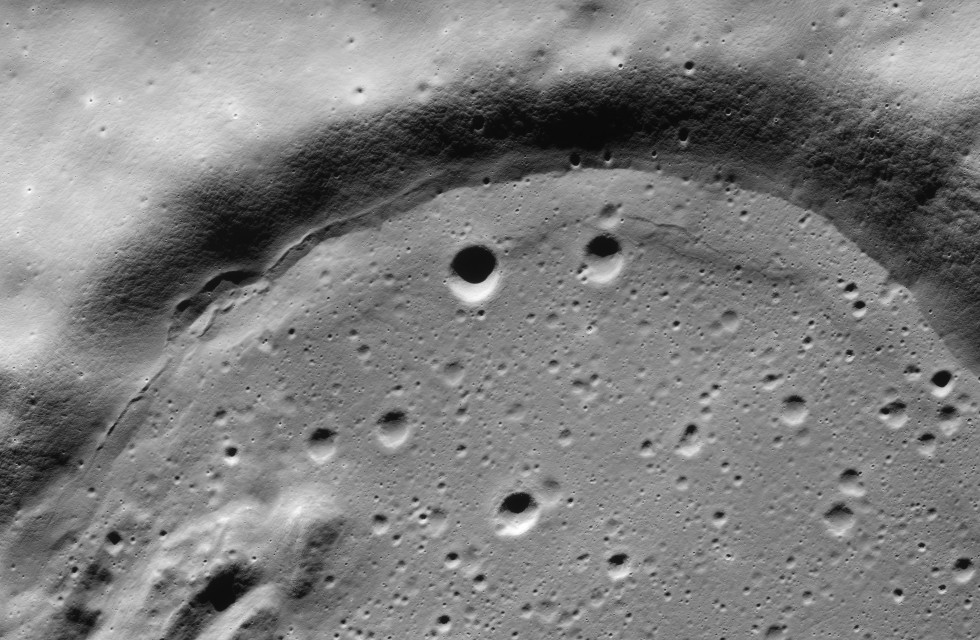
Vista oblicua del suroeste del brocal de Bowditch, mostrando las líneas de flujo y los aterrazamientos causados por la lava

Bowditch es un cráter de impacto que se encuentra en la cara oculta de la Luna, justo más allá de la extremidad oriental, en una región de la superficie lunar visible al límite gracias a la libración, por lo que no se puede observar detalladamente desde la Tierra. Se encuentra justo al norte del pequeño Lacus Solitudinis, entre los cráteres Titius al suroeste y Perel'man al este-noreste.

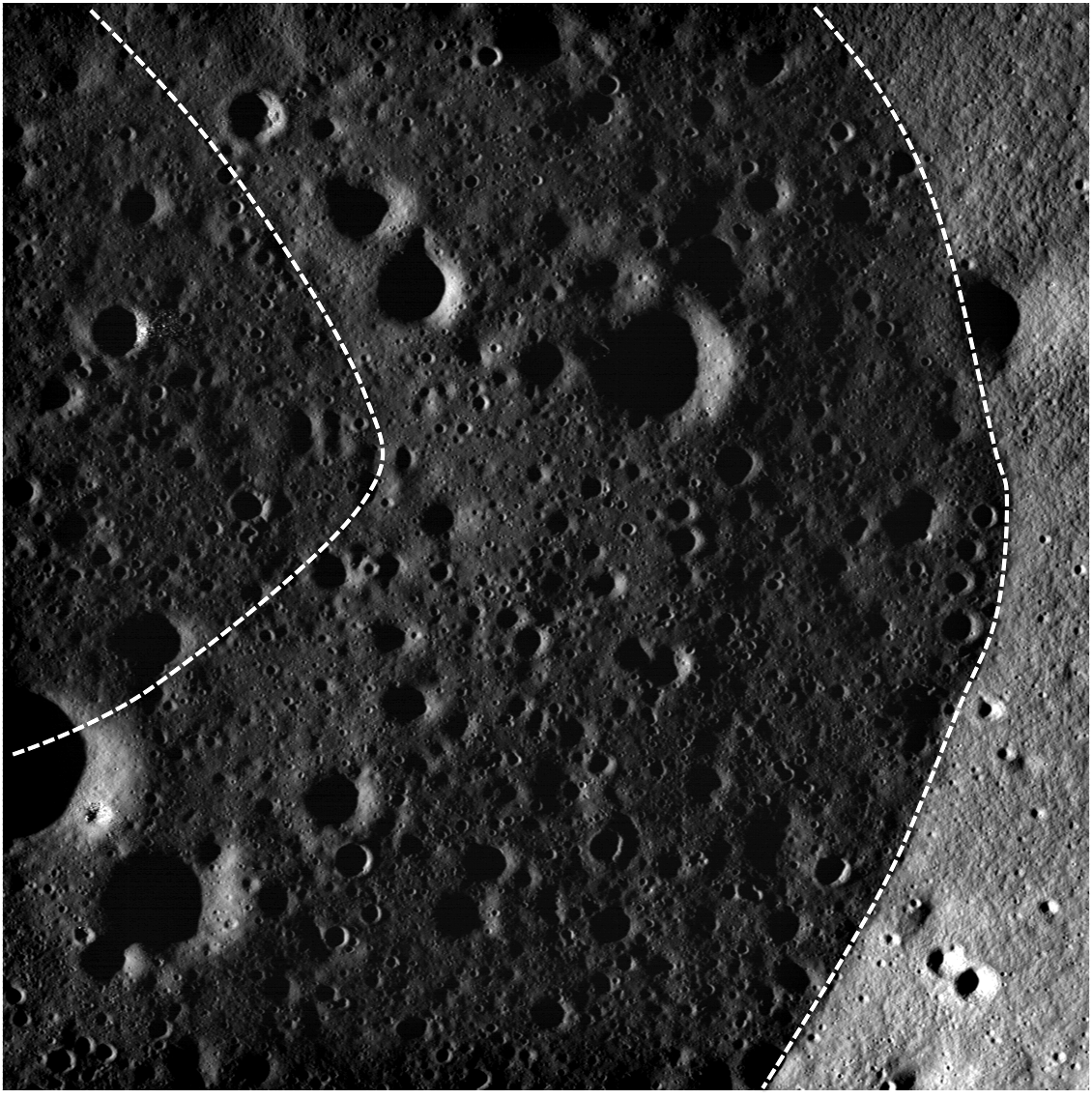
Fotografía de la misión Lunar Reconnaissance Orbiter

El borde de este cráter está abierto hacia el suroeste,  con una forma alargada hacia el noreste, posiblemente debido a un cráter resultante de la fusión de otros dos. El borde externo varía en altura, con las secciones más destacadas en la cara sudoeste, y una cresta en el noroeste. El piso interior se ha inundado con lava basáltica, una característica inusual para un cráter en este lado de la Luna. El piso interior es generalmente plano, y está marcado por una serie de pequeños cráteres. Sin embargo, hay algunos bordes bajos en la superficie que son concéntricos con la pared interior. Una formación de crestas irregulares ocupa la mayor parte de la brecha situada a lo largo del borde suroeste.

## Cráteres cercanos
Cerca del borde sur de esta formación, en el extremo norte de la Lacus Solitudinus, se localizan cuatro pequeños cráteres que han recibido nombres individuales en 1976 por decisión de la UAI. Se enumeran a continuación:
|         | \| Cráter \| Coordenadas \| Diámetro \| Origen del nombre \| \| ------- \| ------------------------------ \| -------- \| ------------------------- \| \| Bawa \| 25°18′N 102°36′E / 25.3, 102.6 \| 1 km \| Nombre masculino africano \| \| Edith \| 25°48′N 102°18′E / 25.8, 102.3 \| 8 km \| Nombre femenino en inglés \| \| Fairouz \| 26°06′N 102°18′E / 26.1, 102.3 \| 3 km \| Nombre femenino árabe \| \| Karima \| 25°54′N 103°00′E / 25.9, 103.0 \| 3 km \| Nombre femenino árabe \| |          |                           |
| Cráter  | Coordenadas | Diámetro | Origen del nombre         |
| Bawa    | 25°18′N 102°36′E / 25.3, 102.6 | 1 km     | Nombre masculino africano |
| Edith   | 25°48′N 102°18′E / 25.8, 102.3 | 8 km     | Nombre femenino en inglés |
| Fairouz | 26°06′N 102°18′E / 26.1, 102.3 | 3 km     | Nombre femenino árabe     |
| Karima  | 25°54′N 103°00′E / 25.9, 103.0 | 3 km     | Nombre femenino árabe     |

## Cráteres satélite
Por convención estos elementos son identificados en los mapas lunares poniendo la letra en el lado del punto medio del cráter que está más cerca de Bowditch.
|          | \| Bowditch \| Coordenadas \| Diámetro \| \| -------- \| ------------------------------- \| -------- \| \| M \| 26°42′S 103°18′E / -26.7, 103.3 \| 16 km \| \| N \| 26°36′S 102°48′E / -26.6, 102.8 \| 16 km \| |          |
| Bowditch | Coordenadas | Diámetro |
| M        | 26°42′S 103°18′E / -26.7, 103.3 | 16 km    |
| N        | 26°36′S 102°48′E / -26.6, 102.8 | 16 km    |